# Abousir
| pr · Z1 | st | ir | A40 |

| pr · Z1 | st | ir | A40 |

Abousir est un site archéologique situé à vingt-cinq kilomètres au sud-ouest du Caire, connu par les pyramides de plusieurs rois de la Ve dynastie,.
Ce nom dérive de l'égyptien antique Per Ousir, c'est-à-dire la demeure d'Osiris, qui, traduit en grec, donna Bousiris, puis en arabe le nom qu'on lui connaît actuellement.
Des quatorze monuments principaux fouillés et partiellement restaurés, dont au moins sept pyramides, seules cinq sont encore visitables : celles des pharaons Sahourê, Niouserrê, Néférirkarê et Néferefrê, ainsi que la pyramide de la reine Khentkaous II. 
Les autres font encore l'objet de travaux de dégagement et d'identification.

## Histoire du site
Un peu au nord du champ des pyramides, une nécropole remontant à la IVe dynastie a été récemment identifiée révélant qu'Abousir était déjà un centre urbain développé au début de l'histoire du pays. 
En effet les plus anciens mastaba datent du règne de Snéfrou et le site fut utilisé jusqu'à la VIe dynastie démontrant la longévité d'un établissement pour les vivants situé à proximité. Au vu de la proximité des deux temples solaires identifiés et fouillés, témoins de l'architecture religieuse de l'Ancien Empire, certaines hypothèses placent la ville de Sakhebou dans les environs immédiats d'Abousir, rejoignant ainsi la légende conservée sur le papyrus Westcar, selon laquelle les trois premiers souverains de la Ve dynastie seraient issus de l'union du dieu Rê avec une prêtresse de cette cité. 
Rien ne permet aujourd'hui de valider cette hypothèse situant cette ville à Abousir mais étant donné l'intérêt particulier que les rois de la Ve dynastie ont en effet eu pour ce site, il est probable que le palais royal se situait à proximité du site. Cette partie de la région memphite était accessible depuis une retenue d'eau du fleuve qui formait un véritable lac relié au Nil par des canaux.
Une cité royale et de pyramides devait donc exister et fut fondée ou davantage développée à partir du règne de Sahourê, qui nous a légué le nom évocateur de cette grande maison : Loués soient les beautés de Sahourê. Le roi a fait représenter sur les murs de son temple funéraire des scènes de la vie intime ou officielle du palais et on sait par des inscriptions officielles de certains hauts dignitaires de la cour que ce palais était toujours utilisé par ses successeurs. Son emplacement n'a pas été à ce jour identifié.
Ces découvertes tendraient donc à prouver que la capitale Memphis se situait également dans les environs immédiats d'Abousir ou en tous les cas s'étendait jusque-là à l'Ancien Empire. Le site devait alors former le « faubourg » septentrional de la capitale de l'Égypte.
Les ruines de ces quartiers populaires, avec ses ateliers d'artisans, ses ports et ses magasins royaux et bâtiment administratifs tout comme celles de la résidence royale et de ses dépendances sont probablement encore enfouies sous les cultures qui bordent le désert, non loin du plateau sur lequel a été édifiée la nécropole royale, et seraient à rechercher sous les palmeraies qui se sont installées sur l'ancien lit du fleuve et ses environs immédiats.
Avec la chute de l'Ancien Empire, si l'activité architecturale royale cesse on trouve encore des tombes remontant aux IXe et Xe dynasties. Certaines ont été découvertes intactes, comme la tombe d'un certain Hérichefhotep, dont le mobilier funéraire typique de la période avec ses modèles de barques et petits personnages reproduisant des scènes de la vie quotidienne, trouve des parallèles dans d'autres sites célèbres de cette Première Période intermédiaire.
Avec le Moyen Empire la nécropole semble souffrir d'un relatif abandon lié au déplacement de la résidence royale dans d'autres parties du pays. Au Nouvel Empire, le temple funéraire de Sahourê est le siège d'un culte à la déesse Sekhmet, et le prince et grand prêtre de Ptah Khâemouaset, fils préféré de Ramsès II s'attache à restaurer, au nom de son divin père, les monuments de ces ancêtres, à l'instar d'autres monuments de l'antique nécropole memphite.
Avec la Basse Époque, la nécropole dans un dernier sursaut, jouit à nouveau de l'intérêt des courtisans des souverains de la XXVIe dynastie, avant de sombrer définitivement dans l'oubli général qui fait suite aux différentes invasions que le pays subit à dater de la XXVIIe dynastie.

## Principaux monuments d'Abousir

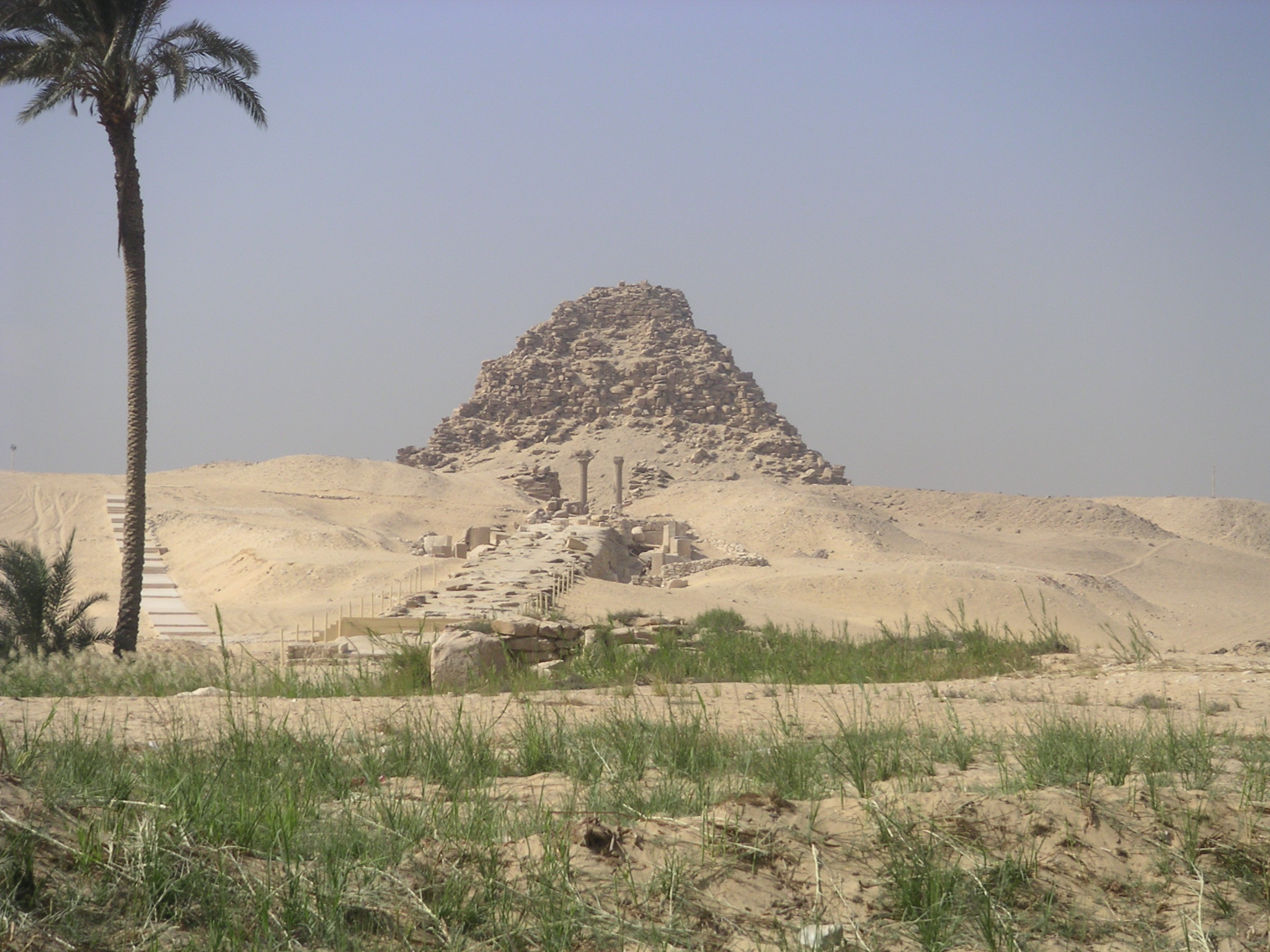
Pyramide et temple funéraire de Sahourê à Abousir

On doit encore une fois à la Ve dynastie la plupart des édifices monumentaux des environs et avec le site d'Abou Ghorab, ce sont au moins deux temples solaires et au moins six pyramides, certes, de dimensions réduites par rapport à celles de Gizeh mais qui s'élevaient à l'horizon occidental avec leurs temples de culte et les quartiers des prêtres qui en dépendaient. 
En dehors de ces lieux de cultes dont les archives sur papyri retrouvées exceptionnellement sur le site démontrent qu'ils restèrent en activité jusqu'à la fin de l'Ancien Empire, le site comprend une série de mastaba destinés à la cour et à la famille royale, dont un, celui de Ptahchepsès est sans doute l'un des plus grands édifices du genre.
Cet ensemble à vocation cultuelle et funéraire formait une véritable cité des morts qui prolongeait en quelque sorte celle des vivants.
En partant du nord du site et en allant vers Saqqarah les principaux monuments sont :
- Temple solaire d'Ouserkaf, Ve dynastie.
- Pyramide inachevée d'Abousir[note 4], Ve dynastie.
- Pyramide de Sahourê, Ve dynastie.

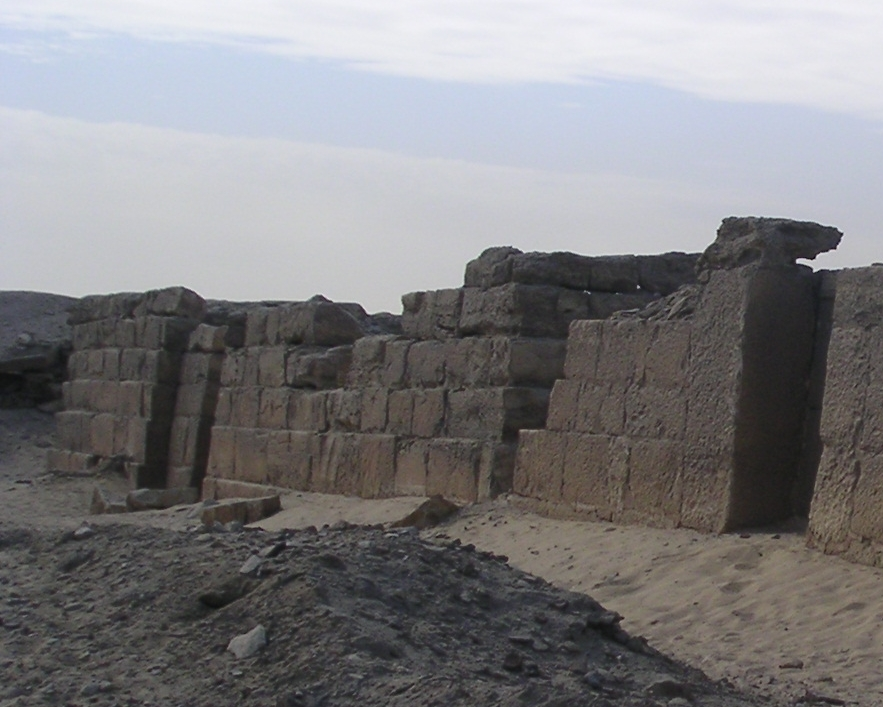
Façade du mastaba d'Ouserkaf-ânkh à Abousir

- Mastaba de Méretnebty, épouse royale de Sahourê, Ve dynastie
- Mastaba de Netjerirenrê, prince, fils de Sahourê, Ve dynastie.
- Pyramide de Néferirkarê Kakaï, Ve dynastie.
- Mastaba d'Ouash-Ptah, vizir de Néferirkarê Kakaï, Ve dynastie.
- Pyramide de Niouserrê, Ve dynastie.
- Nécropole de Niouserrê, Ve dynastie :
  - Mastaba de Ptahchepsès, vizir du roi.
  - Mastaba de Ptahchepsès, le jeune, fils du précédent.
  - Mastaba d’Ouserkaf-ânkh, directeur de tous les travaux du roi.
  - Mastaba dit « des princesses » :
    - Khâmerernebti, prêtresse d’Hathor.
    - Mérititès, fille royale de sa chair[note 5].
    - Une femme inconnue.
    - Ka-hotep, prêtre lecteur.

  - Mastaba de Tepemânkh, administrateur du palais.
- Pyramide de Khentkaous II, Ve dynastie.
- Mastaba de Khekeretnebti et Tisethor, Ve dynastie[note 6].
- Mastaba d'Hedjetnebou, Ve dynastie[note 6].
- Mastaba de Néserkaouhor, Ve dynastie[note 6].
- Pyramide de Néferefrê, Ve dynastie.
- Pyramide numéro 24 de Lepsius, Ve dynastie.
- Pyramide numéro 25 de Lepsius, Ve dynastie.

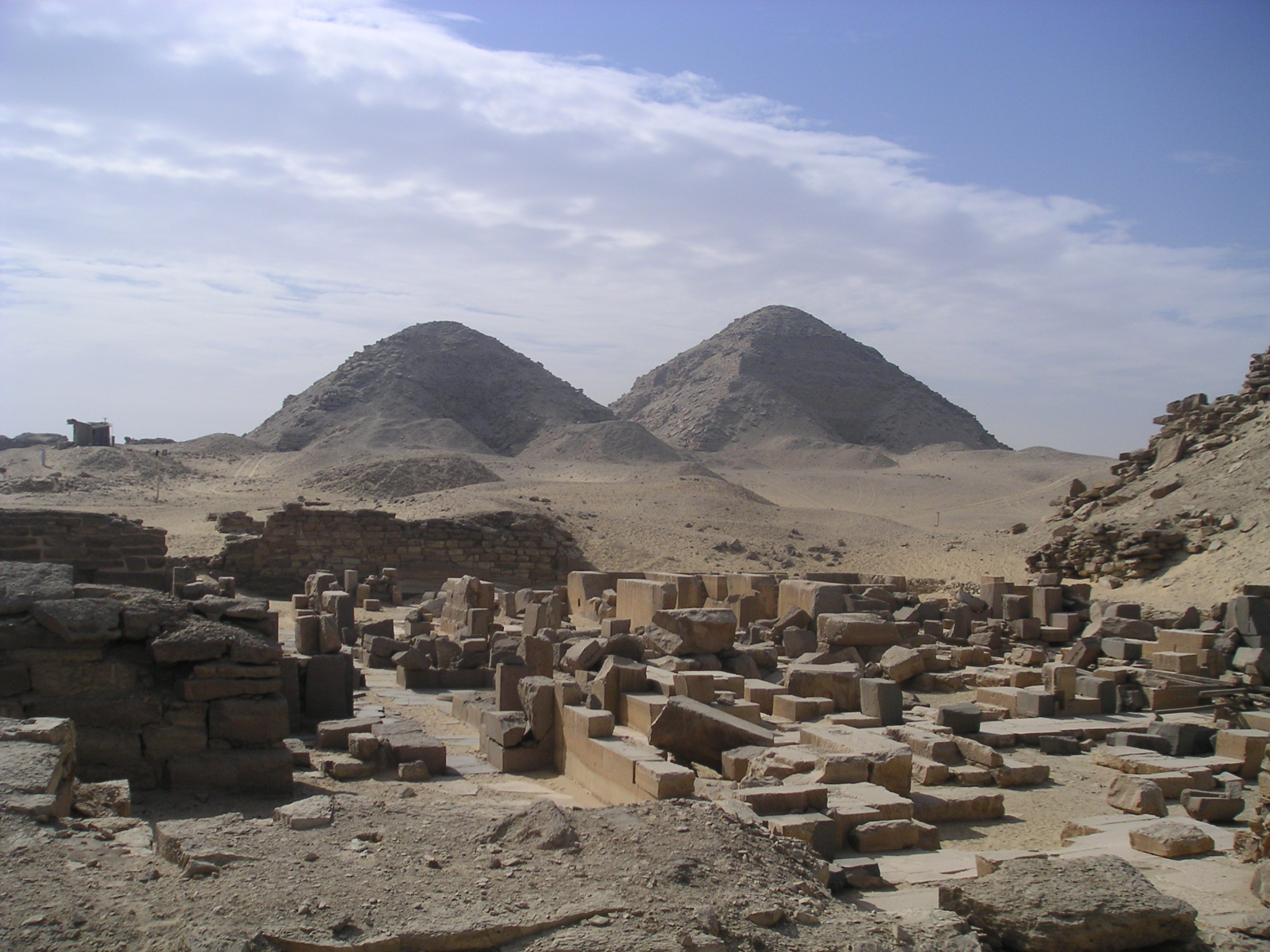
Vue depuis le temple funéraire de Sahourê des pyramides de Niouserrê et Néférirkarê

Enfin au sud du site des tombes à fosses datant de la Basse Époque ont été dégagées là où les anciens relevés des premiers égyptologues voyaient les vestiges d'antiques pyramides inachevées. 
- Tombe à puits saïte d'Oudjahorresné, XXVIe et XXVIIe dynasties.
- Tombe à puits saïte d'Ioufâa, XXVIe dynastie.
- Tombe à puits saïte de Menekhibnekaou, XXVIe dynastie.

Construites sur un modèle déjà connu à Saqqarah pour la même période, c'est surtout l'identité d'un des propriétaires qui étonna lors de la découverte : Oudjahorresné, prêtre de Neith, médecin personnel du roi, grand chambellan, celui-là même qui composa la titulature de Cambyse II puis celle de Darius Ier, à la suite de la première invasion Perse, et dont les Musées du Vatican à Rome conserve une statue dite autobiographique, car le texte qu'elle porte relate les exploits de l'homme et notamment le lien étroit qui le rattachait au Roi des Rois. 
L'autre découverte majeure de cette partie de la nécropole est celle d'une autre tombe, cette fois-ci intacte avec son mobilier funéraire et son sarcophage scellé. Elle appartenait à Ioufâa, personnage portant des fonctions analogues mais quelque peu antérieur à Oudjahorresné.
En allant encore plus au sud, d'autres mastaba de l'Ancien Empire ont été mis au jour, ainsi qu'un édifice cultuel édifié par Khâemouaset à la XIXe dynastie. Parmi les tombes identifiées et étudiées on citera les mastaba d'Hetepi, d'Inti, de Kaaper.
L'ensemble de ces fouilles a été réalisé au début du XXe siècle par les égyptologues allemands puis à la fin du même siècle par une mission archéologique tchèque qui depuis les années 1970 jusqu'à nos jours étudie méthodiquement les vestiges d'Abousir. Une équipe d'égyptologues japonais de l'université Waseda de Tokyo y a également mené des fouilles notamment au sud du site limitrophe de celui de Saqqarah. Plus récemment le Conseil suprême des Antiquités égyptiennes a entamé des campagnes de fouilles et d'études complémentaires sur le site des pyramides royales. Ces travaux archéologiques démontrent la richesse du site et promettent de nouvelles découvertes pour les prochaines campagnes de fouilles.
Le site fait actuellement l'objet d'aménagement en vue de son ouverture au public.

## Fouilles archéologiques et découvertes
- 1842 : expédition archéologique prussienne dirigée par Karl Richard Lepsius. Inventaire des principaux monuments du site, identifiés comme des pyramides dans la liste de Lepsius.
- 1898 à 1899 : fouille et étude du temple solaire de Niouserrê par Friedrich Wilhelm von Bissing et Johann Heinrich Schäfer. Situé à Abou Ghorab ce temple est rattaché au site d'Abousir qu'il jouxte au nord.
- 1902 à 1908 : fouilles de Ludwig Borchardt du site d'Abousir. Identifications et études des pyramides de Sahourê, Néferirkarê Kakaï et Niouserrê. Découverte des archives royales de Néferirkarê.
- 1955 à 1956 : fouille et étude par Rainer Stadelmann du temple solaire d'Ouserkaf.
- 1976 à 1986 : mission archéologique tchèque, dirigée par Miroslav Verner. Fouilles des complexes funéraires de Khentkaous II et de Néferefrê. Découverte des archives des temples funéraires ainsi que des statues du jeune roi.
- 1989 à 1990 : découverte et fouilles par l'équipe d'égyptologues de l'Institut Tchèque d'Égyptologie de la tombe d'Oudjahorresné, dignitaire de la Basse époque.
- 1990 : début des fouilles japonaises de l'université Waseda à Abousir sud. Découverte d'un édifice du Nouvel Empire au nom de Khâemouaset.
- 1996 : découverte et début des fouilles par l'équipe d'égyptologues de l'Institut Tchèque d'Égyptologie de la tombe intacte de Ioufaâ, dignitaire de la Basse époque.
- 2000 à 2004 : fouilles du Conseil suprême des Antiquités égyptiennes dirigées par Zahi Hawass. Découverte sur la chaussée du temple funéraire de Sahourê de nouveaux reliefs figurant le roi et sa famille, ainsi que des scènes représentant le tribut de Pount.
- 2003 à ce jour : découverte et fouille par l'équipe d'égyptologues de l'Institut Tchèque d'Égyptologie de la tombe de Menekhibnekaou, dignitaire de la Basse époque.
- 2006 à ce jour : découverte et fouille par l'équipe d'égyptologues de l'Institut Tchèque d'Égyptologie de la tombe intacte de Néferanpou, prêtre de la Ve dynastie.
- 2013 : découverte par l'équipe d'égyptologues tchèque du mastaba de Chepseskaf-ânkh, médecin et prêtre égyptien[4].
- 2015 : découverte et fouille par l'équipe d'égyptologues de l'Institut Tchèque d'Égyptologie de la tombe de la reine Khentkaous III de la Ve dynastie[5].